# Sabstätte
Sabstätte ist eine Bauerschaft im Ortsteil Wüllen der Stadt Ahaus. Es liegt im Kreis Borken, der zum Regierungsbezirk Münster des Bundeslandes Nordrhein-Westfalen gehört.
Zur Bauerschaft Sabstätte gehören des Weiteren circa 40 Bauernhöfe in der für das Münsterland typischen Einzellage von Gehöften.
Es gibt einen Schützenverein von 1890 und ein Kriegerehrenmal.
Koordinaten: 52° 3′ N, 6° 58′ O